# Carl Christian Erdmann af Württemberg-Oels
Carl Christian Erdmann, hertug af Württemberg-Oels (født 25. oktober 1716, død 14. december 1792) var en tysk fyrste, der blev dansk general. Han var hertug til Hertugdømmet Oels i Schlesien. Han lod det stadig eksisterende Württembergske Palæ i Slotsholmsgade 10, København opføre ved arkitekten Johann Adam Soherr.
Han var en søn af hertug Christian Ulrich 2. af Württemberg-Wilhelminenort, der havde gjort tjeneste i Danmark som oberst, og Charlotte Philippine født grevinde von Redern. Han blev født 25. oktober 1716 og opdraget i Stuttgart. I en alder af 21 år kom han 1737 her til landet og blev samme år generalmajor af Infanteriet og Ridder af Elefanten.Året efter blev han Ridder af l'union parfaite og kommandør for Livgarden, samtidig med at der desuden sikredes ham en meget stor årlig indtægt. Han var en af de mange småfyrster, som søgte til Danmark i det 18. århundrede, og som hørte til hoffets intimeste omgangskreds. Efter et mislykket frieri i 1740 til dronningens søster, enkefyrstinde Sophie Caroline af Ostfriesland, blev han året efter gift med Marie Sophie Wilhelmine grevinde af Solms-Laubach. Det unge par boede på Frydenlund ved Vedbæk, hvor de ofte modtog majestæterne og selv deltog i alle de vigtigste begivenheder ved hoffet, især jagter og tafler, for hvilke glæder prinsen skal have næret stor tilbøjelighed. Da hans farbroder hertug Carl Friedrich overlod ham Hertugdømmet Oels 1744, rejste han til Tyskland, men vendte kort efter tilbage. Efter Christian 6.'s død søgte han sin afsked, og efter at have modtaget denne som generalløjtnant 1747 forlod han landet og gik i preussisk tjeneste. Han døde 1792 som den sidste mand af linjen Württemberg-Oels; hans eneste datter bragte hertugdømmet til sin ægtefælle, Friedrich August af Braunschweig-Wolfenbüttel.
1. ↑  Navnet er anført på engelsk og stammer fra Wikidata hvor navnet endnu ikke findes på dansk.